# Landfolge
Landfolge (auch Landhode, Reis oder Raisa) war im Mittelalter ein Hoheitsrecht (Regal) der Staatsgewalt, auch die persönlichen Dienste der Untertanen zur Erreichung der Staatszwecke in Anspruch zu nehmen (Landesdiensthoheit), darunter das Recht der gemeinen Landfolge.
Es bestand in der Verpflichtung der Untertanen, ihrem Gerichtsherrn über Land zu folgen, um z. B. die Gegend von Vagabunden zu säubern, Verbrecher einzufangen und zu bewachen, Dämme bei Gefahr auszubessern, Wege im Fall der Not zu reparieren oder Kriegsdienst zu leisten. Über den Umfang der Pflichten entschieden des Landesherkommen oder bestehende besondere Absprachen. Seit Einführung der Gendarmerie und eines allgemeinen Steuersystems ist die Landfolge fast überall aufgehoben und professionalisiert worden, „da alle solche Arbeiten weit besser durch freiwillige Lohnarbeiter besorgt werden.“
Die Landfolge wurde für die Kriegszwecke in der Militärgesetzgebung geregelt, z. B. im Gesetz über den Landsturm und später durch stehende Heere ersetzt.
Die Landfolge zu Polizei- und Gerichtszwecken (Gerichtsfolge, Nacheile) war bereits im 19. Jahrhundert von keiner praktischen Bedeutung mehr. Sie fand sich nur noch im Recht der Behörden zum Aufgebot der Bevölkerung zur Hilfsleistung in Notfällen, wie Wassersnot, Feuersnot, Unterstützung der Post in Notfällen und Hilfeleistung bei Seenot von Schiffen.